# Diversidad sexual en Malasia
La diversidad sexual en Malasia se enfrentan a ciertos desafíos legales y sociales no experimentados por otros residentes. La actividad sexual entre personas del mismo sexo es ilegal. Las personas LGBTI en Malasia son vistas como inmorales y tratadas como desviados y/o criminales. Existe una organización nacional de apoyo a los derechos LGBTI, pero cuenta con poco apoyo debido a la perspectiva de la sociedad malasia en torno a la homosexualidad.

## Código Penal
La Sección 377 del código penal prohíbe la sodomía tanto heterosexual como homosexual y la castiga con penas superiores a los veinte años de prisión o multas o castigos corporales. La Sección 377 prohíbe, explícitamente, actos de "indecencia con otra persona de sexo masculino" con castigos superiores a los dos años de cárcel. El trasvestimo en público también es un delito y es castigado basado en leyes no muy específicas acerca de la 'inmoralidad en público'.
Por ejemplo, en 1998, cuarenta y cinco travestis musulmanes fueron acusados y encontrados culpables en una corte por vestirse de mujer, y veintitrés transexuales recibieron multas y penas de cárcel parecidas en el año 1999.
Los legisladores estatales tienen permitido y están autorizados a promulgar leyes estatales. En 1993, el estado malayo de Kelantan adoptó la ley islámica e incluyeron a la sodomía como un crimen punible para ser castigado con la pena de muerte. En 2002, el estado de Terengganu adoptó un sistema legal parecido.

## Condiciones sociales

### Violencia contra la comunidad LGBT+
En 1998 el activista de derechos gais y ex primer ministro y ministro de finanzas malayo Anwar Ibrahim fue acusado de sodomía homosexual. Al político, se lo acusó de sodomía luego de probar que mantenía relaciones homosexuales con su chofer de 19 años de edad. Finalmente en el año 2000 fue sentenciado a nueve años de cárcel y pese a las protestas nacionales e internacionales, Ibrahim cumplió cuatro años de condena hasta ser liberado en 2004. Pese a la condena, a Anwar Ibrahim no le fue tan mal, puesto que no se pudo probar si en algún momento Ibrahim había penetrado analmente al joven; si esto se hubiera probado, Ibrahim habría enfrentado 20 años de prisión o cadena perpetua. Fue sentenciado simplemente por 'mantener relaciones sexuales con otro hombre'.
En 1985 un hombre de 41 años del estado de Kelantan fue sentenciado a 29 años de cárcel por haber penetrado analmente a dos adolescentes de 15 y 17 años. Los menores fueron sentenciados a 2 años de cárcel. Hubo mucha controversia mundial debido a que la relación fue consentida y ambos adolescentes lo hicieron por su propia voluntad. 
En 1994 un joven de 25 años de Sarawak fue sentenciado a 11 años de cárcel por haber recibido sexo oral de un adolescente de 16 años y a otros 11 años por el mismo delito pero recibido de un adolescente de 18. Los adolescentes fueron sentenciados a entre 7 meses y 1 año y 2 meses de prisión. Al igual que en el caso de 1985, existieron muchas críticas mundiales a Malasia, puesto que ambos adolescentes propinaron sexo oral al joven de 25 años por propia voluntad.
En 2001, dos adolescentes de 15 y 17 años fueron aprehendidos y acusados de sodomía homosexual. Una corte de George Town, en el estado de Penang los encontró culpable de haber, el adolescente de 15, penetrado analmente al de 17 en reiteradas ocasiones. Ambos fueron sentenciados a cuatro años de cárcel pero se les otorgó el perdón en diciembre de 2002.
En abril de 2006 hubo un último caso público que involucró a un niño de 13 años y a dos adolescentes de 16 y 17 años. Fueron encontrados masturbándose en aparente mutualismo en el baño de una institución musical en Kuching, estado de Sarawak. El niño de 13 años, al ser menor de 14 años fue absuelto y perdonado. Mientras tanto, los adolescentes de 16 y 17 fueron acusados de sodomía homosexual y de corrupción de menores de 14 años. Fueron sentenciados a penas de entre tres y seis años de cárcel.